# Amyna acuta
Amyna acuta là một loài bướm đêm trong họ Noctuidae.